# Палий, Иван Богданович
Иван Богданович Палий (укр. Iван Богданович Палій; род. 19 июня 1970, Иваничи, Волынская область) — украинский тренер по вольной борьбе; Заслуженный тренер Украины (2008). Почетный гражданин Иваничевского района Волынской области Украины (2015).

## Биография
Родился 19 июня 1970 года в Украинской ССР.
Более 25 лет работает тренером-преподавателем по вольной борьбе в Иваничевской детско-юношеской спортивной школе и Волынской областной школе высшего спортивного мастерства.
Занимался вольной борьбой ещё в школе в Иваничах у тренера, мастера спорта Николая Шумика. В 1987 году окончил школу и поехал поступать на физкультурный факультет в Луцкий государственный учительский институт (ныне Восточноевропейский национальный университет имени Леси Украинки), но не смог поступить. Стал работать во Владимире-Волынском в спортивной школе. В следующем году снова пробовал поступить, но снова неудачно. Затем отслужил в Советской армии и после демобилизации поступил в желанный вуз — учился заочно и работал во Владимире-Волынском. Имеет благодарности от Волынской областной государственной администрации.
Среди его воспитанников: Оксана Ващук — многократная чемпионка Европы среди юниоров, призёр Кубка мира; Оксана Гергель — чемпионка мира, призёр чемпионатов Европы.
Иван Богданович женат и имеет двоих сыновей — Виталия и Марко.